# Emily Dickinson
Emily Elizabeth Dickinson (Amherst, 10 de dezembro de 1830 - Amherst, 15 de maio de 1886) foi uma poeta norte-americana. Pouco conhecida durante sua vida, é considerada uma das figuras mais importantes da poesia americana.

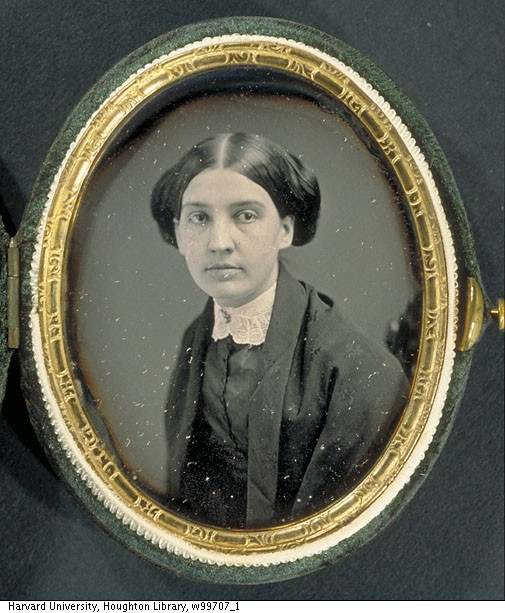
Susan Dickinson

Embora Dickinson fosse uma escritora prolífica, suas únicas publicações durante sua vida foram 10 de seus quase 1 800 poemas e uma carta. Os poemas publicados então eram geralmente editados de forma significativa para se adequar às regras poéticas convencionais. Seus poemas eram únicos em sua época. Eles contêm linhas curtas, normalmente não têm títulos e costumam usar letras maiúsculas e pontuação não convencionais. Muitos de seus poemas tratam de temas de morte e imortalidade, dois tópicos recorrentes em cartas a seus amigos, e também exploram estética, sociedade, natureza e espiritualidade.
Um artigo de 1998 no The New York Times revelou que, das muitas edições feitas no trabalho de Dickinson, o nome "Susan" ou "Sue" era frequentemente removido deliberadamente. Pelo menos onze dos poemas de Dickinson foram dedicados à cunhada Susan Huntington Gilbert Dickinson, embora todas as dedicatórias tenham sido obliteradas, presumivelmente por Mabel Todd. Uma coleção completa e quase inalterada de sua poesia tornou-se disponível pela primeira vez quando o estudioso Thomas H. Johnson publicou The Poems of Emily Dickinson em 1955.

## Biografia
Nasceu numa casa construída por seus avós paternos Samuel Fowler Dickinson e Lucretia Gunn Dickinson, no ano de 1813. Samuel Fowler era advogado e foi um dos principais fundadores do Amherst College. Era a segunda filha de Edward e Emily Norcross Dickinson.

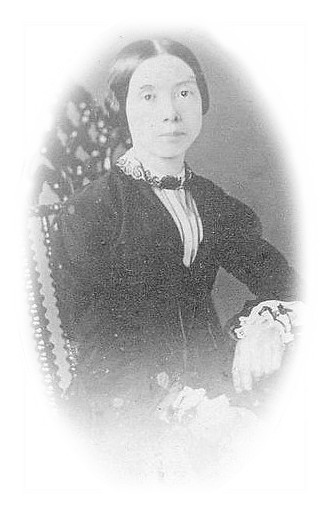
Segundo retrato conhecido de Emily Dickinson (cerca de 1850)

 Proveniente de uma família abastada, Emily teve formação escolar irrepreensível, chegando a cursar durante um ano o South Hadley Female Seminary. Abandonou o seminário após se recusar, publicamente, a declarar sua fé.
As evidências sugerem que Dickinson viveu grande parte de sua vida isolada. Considerada uma excêntrica pelos moradores locais, desenvolveu uma preferência por roupas brancas e era conhecida por sua relutância em receber convidados ou, mais tarde na vida, até mesmo em sair do quarto. Dickinson nunca se casou, e a maioria das amizades entre ela e outras pessoas dependia inteiramente de correspondência.
Quando findou os estudos, Emily retornou à casa dos pais para deles cuidar, juntamente com a irmã Lavínia que, como ela, nunca se casou.
Em torno de Emily, construiu-se o mito acerca de sua personalidade solitária. Tanto que a denominavam de a “Grande Reclusa”.  Dickinson vivia semienclausurada na casa refinada de seu pai em Amherst.  Emily, em raros momentos, deixou sua vida reclusa, tanto que em toda sua vida, apenas fez viagens para a Filadélfia para tratar de problemas de visão, uma para Washington e Boston. Foi numa destas viagens que Emily conheceu dois homens que teriam marcada influência em sua vida e inspiração poética: Charles Wadsworth e Thomas Wentworth Higginson.
Emily morreu de nefrite, tendo sido enterrada no West Cemetery, em Amherst, com a sua irmã Lavinia, pais e avós paternos.
Após seu falecimento, a família encontrou 1750 poemas, escritos a partir de 1850. Quase tudo que se sabe sobre a vida de Emily Dickinson tem como fonte as correspondências que ela manteve com algumas pessoas. Entre elas: Susan Dickinson, que era sua cunhada e vizinha, colegas de escola, familiares e alguns intelectuais como Samuel Bowles, o Dr. e a Mrs. J. G. Holland, T. W. Higginson e Helen Hunt Jackson. Nestas cartas, além de tecer comentários sobre o seu cotidiano, havia também alguns poemas.

## Obras
- Poems by Emily Dickinson - Organização de Mabel Loomis Todd & T. W. Higginson. Boston: Robert Brothers, 1890.

- The poems of Emily Dickinson, 3 volumes. Organização de Thomas H. Johnson. Cambridge: The Belknap Press, Harvard University Press, 1955.

- The letters of Emily Dickinson, 3 volumes. Organização de Thomas H. Johnson & Theodora Ward. Cambridge: The Belknap Press, Harvard University, 1958.

- The complete poems of Emily Dickinson. Organização de Thomas H. Johnson. Boston e Toronto: Little, Brown and Company, 1960.

- The manuscript books of Emily Dickinson, 2 volumes. Organização de R. W. Franklin. Cambridge e Londres: The Belknap Press, Harvard University Press, 1981.

- The masters letters of Emily Dickinson. Organização de R. W. Franklin. Amherst: Amherst College Press, 1986.

- The poems of Emily Dickinson. Organização de R. W. Franklin. Cambridge e Londres: The Belknap Press, Harvard University Press, 1999.
- Emily Dickinson's Poems: As She Preserved Them. - Cristanne Miller, ed. - Harvard University Press, 2016.
- 80 poemas de Emily Dickinson - Traduzidos para língua portuguesa por Jorge de Sena - Edições 70, 1978
- Emily Dickinson: Poemas. - Tradução de Margarita Ardanaz. Edição bilingue inglês/espanhol - Cátedra, 1987.

## Características literárias
Emily Dickinson, em toda sua vida, não publicou mais do que dez poemas, algumas vezes anonimamente, e teve sua numerosa obra reconhecida só após a morte. Sua vida discreta e misteriosa desafia até hoje os estudiosos de sua obra. Sua poesia possui uma liberdade sintática única, muito próxima do uso oral da língua, é densa e paradoxal como sua vida. Em sua enigmática literatura, criou um idioma poético próprio, desprezando as fórmulas ou a regularidade convencional.
Augusto de Campos, na tradução publicada em edição de 2008, pela Unicamp, observa: “Cruzam-se em sua poesia os traços de um panteísmo espiritualizado, de uma solidão-solitude, ora serena ora desesperada, e de uma visão abismal do universo e do ser humano. Micro e macrocosmo compactados em aforismos poéticos”.
A partir de elementos triviais, cotidianos, domésticos, do vestuário, por exemplo, bem como de pequenos seres da natureza, Dickinson dá vida às coisas, formando quadros considerados, por vezes, verdadeiramente surreais, embora expresse ideias bastante claras através de uma linguagem muito plástica. Em razão desta ressalva, é que muitos podem considerá-la como pertencente à chamada poesia metafísica, somando-se isto a um certo misticismo.